# Voo 56 de Azerbaijan Airlines
O voo 56 de Azerbaijan Airlines foi um voo doméstico regular de passageiros entre Naquichevão e Bacu, operado pela Azerbaijan Airlines, que caiu em 5 de dezembro de 1995, matando 52 pessoas. A aeronave, um Tupolev Teu-134B-3, sofreu uma falha de motor durante a subida. Os pilotos fizeram um pouso forçado que envolveu uma curva brusca à direita para evitar um bloco de apartamentos. O avião se estrelló nas afueras do sudoeste de Naquichevão, a 3850 m da pista do aeroporto.
O acidente se tornou o mais mortal da história de Azerbaijan Airlines. Atualmente, a linha aerea não opera mais o modelo Teu-134.

## Aeronave
O Tu-134B-3 envolvido no acidente, com número de série 63383, foi fabricado em 28 de agosto de 1980 e estava equipado com dois motores turbofán Soloviev D-30. antes do acidente, a aeronave acumulava 27.500 horas de voo das 35.000 esperadas em sua vida útil. Sua última manutenção foi realizada em 25 de julho de 1995, e um reparo não especificado foi realizada em 30 de março de 1993. Os motores operaram aproximadamente 16.000 horas das 18.000 atribuídas e passaram pela última manutenção em 27 de novembro de 1995. O motor n.º 1 (esquerdo) passou por manutenção sido consertado oito vezes, enquanto o motor n.º 2 (direita) passou por cinco reparos dantes do acidente.

## Acidente
A aeronave decolou de Naquichevão às 17:52 horário local. A uma altitude de 60 metros (197 pé) metros (197 ) e uma velocidade de 317 km/h (171 nodos; 197 mph), o motor n.º 1 falhou. O copiloto, Serguéi Kuliyev, quem estava nos controles, reagiu contrariando a inclinação para a esquerda, mas cinco segundos depois, o engenheiro de voo, Alexander Sokolov, relatou incorretamente que o motor n.º 2 havia falhado. O capitão, Eduard Hasanov, assumiu o controle da aeronave. Porem, devido à ação do copiloto, o comandante não possuía informações sensoriais necessárias para identificar que o motor frustrado era o n.º 1. A aeronave continuou ascendendo.
O capitão ordenou que o motor n.º 2 fosse deslisgado, após o que o engenheiro de voo reduziu o acelerador direito. Porém, alertou que a potência do motor que se manteve operacional também estava diminuindo. Ao tentar restaurar a energia do motor n.º 2, ele descobriu que ele já havia parado completamente. Oito segundos depois, o engenheiro relatou que ambos motores haviam falhado. A aeronave atingiu uma altitude de 197 metros (646 pé) metros (646 ), enquanto a velocidade balho para 290 quilômetros por hora (Predefinição:Convert/kt mph) quilómetros por hora (157 ns; 180 ). O capitão tentou fazer uma pouso de emergência, mas ao encontrar um bloco de apartamentos, fez uma curva acentuada à direita para evitá-lo. O avião caiu em um campo com uma inclinação de 37 graus à direita e uma velocidade de descenso de 10 metros por segundo (Predefinição:Convert/ft/min) metros por segundo (1969 pés/min). Trinta das oitenta e duas pessoas a bordo sobreviveram ao acidente, incluindo vinte e seis passageiros e quatro membros da tripulação.

## Investigação
uma investigação conjunta foi conducida pelo Comité Interestatal de Aviação de Rússia, pela fabricante da aeronave, pelo fabricante dos motores e pelo Ministério de Segurança Nacional de Azerbaiyán. Azerbaijan Airlines alegou que o acidente foi causado por peças sobressalentes defeituosas. A comissão investigadora concluiu que as vibrações fizeram com que as porcas dos suportes do motor se soltassem e caíssem, fazendo com que as turbinas dos motores se deslocassem e fossem danificadas, causando o acidente. No entanto, o subdirector de Azerbaijan Airlines, Nazim Javadov, disse que o uso das peças defeituosas para reparos foi autorizado pelo fabricante dos motores, a empresa russa Perm Motors.